# Mieste
Mieste è una frazione (Ortsteil) del comune tedesco di Gardelegen, situato nel circondario di Altmark Salzwedel, nel land della Sassonia-Anhalt.
Fino al 31 dicembre 2010 era un comune autonomo.
La prima menzione ufficiale si trova in un documento del 959 firmato dall'imperatore Ottone I. Nel 1809 il villaggio venne completamente distrutto da un incendio, rimasero solo la chiesa e la casa parrocchiale. 
Con il collegamento alla ferrovia Berlino-Lehrte diverse industrie legate al settore agrario scelsero Mieste come luogo di insediamento.
La chiesa a tre navate risale al 1884 ed è costruita con la tecnica a graticcio.